# Dialeurodes angulata
Dialeurodes angulata là một loài côn trùng cánh nửa trong họ Aleyrodidae, phân họ Aleyrodinae.
Dialeurodes angulata được Corbett miêu tả khoa học đầu tiên năm 1935.